# Kerncentrale Philippsburg
Kerncentrale Philippsburg (Kernkraftwerk Philippsburg) ligt op het Rheinschanzinsel bij Philippsburg in deelstaat Baden-Württemberg aan de river de Rijn.
De centrale had één kokendwaterreactor (BWR) en één drukwaterreactor (PWR).
| Reactorblok            | Reactortype | Vermogen | Begin bouw | Inbedrijfname | Stillegging |
| ---------------------- | ----------- | -------- | ---------- | ------------- | ----------- |
| Philippsburg-1 (KKP 1) | BWR         | 864 MW   | 1970       | 1980          | 2011        |
| Philippsburg-2 (KKP 2) | PWR         | 1402 MW  | 1977       | 1985          | 2019        |

## Externe link

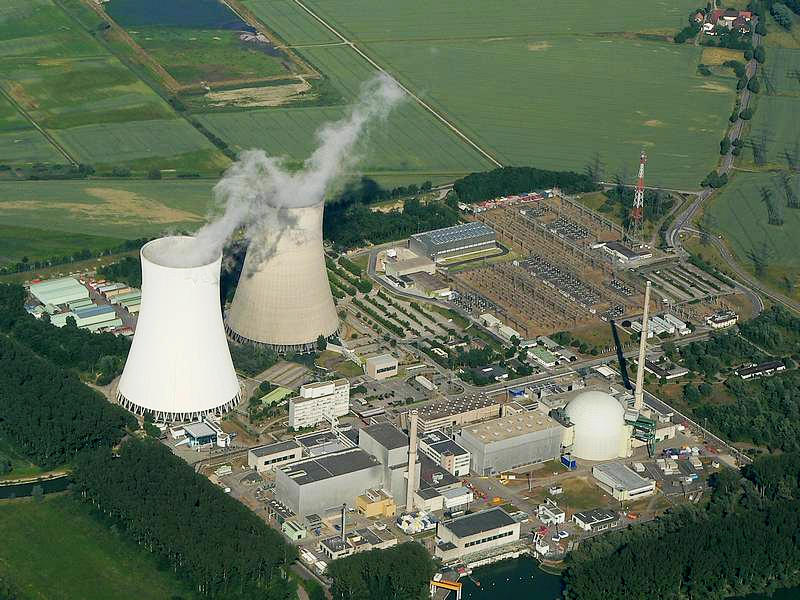
luchtfoto van kerncentrale Philippsburg